# أميه ويلكينسون
أميه ويلكينسون (بالإنجليزية: Amie Wilkinson)‏ هي رياضياتية أمريكية، ولدت في 4 أبريل 1968 في بوسطن في الولايات المتحدة. حاصلةُ على جائزة روث ليتل ساتر في الرياضيات عام 2011.

## وصلات خارجية
- الموقع الرسمي